# Hartley Travers Ferrar
Hartley Travers Ferrar (* 28. Januar 1879 in Dalkey bei Dublin; † April 1932) war ein Geologe, der an der Discovery-Expedition unter Robert Falcon Scott teilnahm.

## Biografie
Ferrar ist schon in jungen Jahren zusammen mit seinen Eltern nach Durban in Süd-Afrika gezogen. Er wurde dann nach England zur Oundle School zurückgeschickt, um seine Schulausbildung zu beenden. Danach wechselte er zum Sidney Sussex College, Cambridge, wo er Geologie studierte. Als er Cambridge verließ, erhielt er von Scott das Angebot, als Geologe bei dessen erster Antarktis-Expedition teilzunehmen. Zugute kam ihm sicherlich dabei, dass er ein durchtrainierter Sportler war. Ferrar war das jüngste Mitglied der wissenschaftlichen Crew in Scotts Mannschaft.
Er segelte auf der RRS Discovery, wo er auch seine zukünftige Ehefrau Gladys Anderson traf, als sich das Schiff in Neuseeland befand. Scott und seine Crew segelten weiter Richtung Süden und ankerten am McMurdo Sound im Ross-Meer. Das Schiff blieb dort zwei Jahre und fror ein. Ferrar nahm seine geologischen Arbeiten auf und unternahm gemeinsam mit Ernest Shackleton und Dr. Wilson neben anderen auch Schlittenreisen und kam so 1903 auf der längsten Reise auch zu den westlichen Bergen auf Victorialand. Der Ferrar-Gletscher wurde später nach ihm benannt. Nach seiner Rückkehr auf der Discovery schrieb er seinen geologischen Bericht über diese Fahrt. Danach trat er eine Stelle in Ägypten an, wo er bis zum Ausbruchs des Ersten Weltkrieges blieb. Er schickte seine Familie nach Neuseeland, blieb aber selbst in Nordafrika und leistete seinen Dienst im 1. Canterbury Regiment.
Nach dem Krieg arbeitete der für das Institute of Geological and Nuclear Sciences. Neben Forschungsarbeiten schloss er noch seine Doktorarbeit ab. Ferrar starb 1932 an den Folgen einer Operation.